# Moshumle
Moshumle (Bombus muscorum) er en humlebi.
B. muscorum er et eusocial insekt. Dronningen er monandrisk og parrer sig kun med én han efter at have forladt et modent bo for at finde sit eget. Hannerne parrer sig territorialt, og arten er modtagelig for indavl og flaskehalse. Arten bygger sine reder på eller lige under jorden i åbne græsarealer og søger føde meget tæt på reden. I de senere år er bestandene faldet betydeligt på grund af tab af naturlige levesteder. B. muscorum er opført som sårbar i Europa på den europæiske rødliste over bier.